# Paul Bablot
Paul Bablot (ur. 20 listopada 1873 roku w Boulogne-Billancourt, zm. 23 grudnia 1932 roku w Marsylii) – francuski kierowca wyścigowy i projektant torów wyścigowych.

## Kariera
W swojej karierze Bablot startował głównie w wyścigach Grand Prix i w Stanach Zjednoczonych w mistrzostwach AAA Championship Car oraz towarzyszącym mistrzostwom słynnym wyścigu Indianapolis 500. Odniósł zwycięstwo w Coupe des Voiturettes w 1911 roku, a dwa lata później był najlepszy w Grand Prix Francji wśród samochodów Voiturettes. W 1919 roku Francuz wystartował w Indianapolis 500, w którym jednak miał wypadek na 63 okrążeniu. W mistrzostwach AAA nie był klasyfikowany. W 1922 roku odniósł jeszcze jedno zwycięstwo - w wyścigu poświęconym pamięci Georgesa Boillota. Zasłynął jako projektant i budowniczy toru w Miramas